# Chemnitz-Aue-Adorfer Eisenbahn-Gesellschaft

Streckennetz der Chemnitz-Aue-Adorfer Eisenbahn-Gesellschaft

Die Chemnitz-Aue-Adorfer Eisenbahn-Gesellschaft (CAAE) war eine Eisenbahngesellschaft in Sachsen. Sie war bis 1876 Eigentümer der 1875 eröffneten Bahnstrecke Chemnitz–Aue–Adorf und der Zweigstrecke Zwotental–Klingenthal in Westsachsen. Der Sitz der Gesellschaft war in Dresden.

## Geschichte
Die Chemnitz-Aue-Adorfer Eisenbahngesellschaft wurde 1872 mit dem Ziel gegründet, eine Eisenbahn in das sächsische Erzgebirge hineinzuführen, die nach früheren Plänen des Eisenbahnunternehmers Bethel Henry Strousberg auch eine Konkurrenz zur Staatsbahnstrecke Dresden–Chemnitz–Plauen–Hof darstellen sollte.
Im Juli 1872 erhielt die Gesellschaft die Konzession zum Bau und Betrieb einer Eisenbahnlinie, welche von Chemnitz ausgehend über Aue und Schöneck Adorf im Vogtland erreichen sollte. Die Sächsische Eisenbahnbaugesellschaft erhielt den Auftrag zum Bau der Strecke. Diese geriet jedoch in finanzielle Schwierigkeiten, sodass der Bau schließlich von der Chemnitz–Aue–Adorfer Eisenbahngesellschaft ab 1874 selbst ausgeführt wurde. Trotz der schwierigen Topografie der Strecke konnte der Bau schon am 15. November 1875 vollendet werden. Der im Tal der Zwickauer Mulde verlaufende Abschnitt Aue–Eibenstock–Schöneck/Vogtl. war bereits am 7. September 1875 eröffnet worden. Ergänzend kam am 24. Dezember 1875 noch die 8 km lange Zweigbahn von Zwotental zur Landesgrenze bei Klingenthal hinzu, wo der Anschluss an die Bahnstrecke Falkenau–Graslitz(–Grenze) der Buschtěhrader Eisenbahn hergestellt wurde.
Da schon im ersten Betriebsjahr die Erlöse hinter den Erwartungen zurückblieben, veräußerte die Gesellschaft ihre Bahn am 15. Juli 1876 an den sächsischen Staat.